# Centrale nucleare di Madras
La centrale nucleare di Madras, chiamata anche centrale nucleare di Kalpakkam è una centrale nucleare indiana situata vicino Kalpakkam presso Madras, nello stato di Tamil Nadu. La centrale è composta da due reattori di tipologia PHWR per 410 MW totali. Sorge vicino alla centrale di Kalpakkam che è il primo impianto del paese composto da FBR